# DNA (álbum de Davi Sacer)
DNA é o quinto álbum de estúdio do cantor brasileiro Davi Sacer, lançado pela gravadora Som Livre em setembro de 2017.
O projeto foi produzido pelo guitarrista André Cavalcante. O repertório trouxe canções inéditas, como os singles "Acende o Fogo" e "Aleluia", além de regravações do álbum Ao Deus das Causas Impossíveis (2011), do Apascentar de Louvor.

## Antecedentes
Em dezembro de 2015, Davi Sacer lançou o disco inédito Meu Abrigo, projeto que retomou a parceria com o instrumentista Ronald Fonseca, ex-colega de banda no Trazendo a Arca. Durante o ano de 2016, Sacer divulgou seu disco em apresentações e, junto a Fonseca, participou da regravação de "Se a Nação Clamar" (do álbum Restituição), ao lado do cantor Luiz Arcanjo, com quem não gravava desde 2009.

## Gravação
A produção e gravação do álbum foi anunciada desde os últimos meses de 2016 pela gravadora Som Livre. Segundo a gravadora, Sacer estava selecionando repertório do álbum que lançaria no ano seguinte.[carece de fontes?]
O repertório foi selecionado no mesmo ano, enquanto os processos de gravação se deram com músicos da banda de Sacer, como o baixista Luiz Moreira e o guitarrista André Cavalcante. O título Eu Prefiro Crer foi divulgado por Davi Sacer pelo Instagram no final de março de 2017, durante sessões de fotos para o projeto gráfico do trabalho. Mas o nome final acabou sendo DNA.
O cantor Dennis Cabral, que gravou backings para vários discos de Sacer e do Trazendo a Arca (como Salmos e Cânticos Espirituais, 2009), participou dos vocais de "Vem e Habita".

## Lançamento e recepção
| Críticas profissionais | Críticas profissionais |
| Avaliações da crítica  | Avaliações da crítica  |
| Fonte                  | Avaliação              |
| ---------------------- | ---------------------- |
| Super Gospel           | [ 4 ]                  |

A primeira novidade divulgada pelo cantor sobre o disco foi a canção "Acende o Fogo", lançada como single nas plataformas digitais em 23 de junho de 2017. A música acompanhou um videoclipe, liberado no canal da gravadora.
Em 28 de julho foi liberado "Aleluia", canção com a participação de Verônica Sacer.[carece de fontes?]
DNA recebeu 3 estrelas de 5 em resenha do Super Gospel, que elogiou a produção musical, mas afirmou que "mesmo construindo boas músicas de caráter pop, Davi ainda fica preso ao discurso raso e pelo excesso de pudor no desenvolvimento de suas ideias".

## Faixas
| N.º | Título                               | Compositor(es)                                             | Duração |  |
| 1.  | "Meu Lugar é no Altar"               | Davi Fernandes                                             | 3:43    |  |
| 2.  | "Cristo Me Fez Livre"                | Davi Sacer e Luiz Moreira                                  | 4:11    |  |
| 3.  | "Espaço pra Deus"                    | Davi Sacer e Luiz Moreira                                  | 5:12    |  |
| 4.  | "DNA" (part. Verônica Sacer)         | Davi Fernandes e Renato Cesar                              | 5:21    |  |
| 5.  | "Boa Parte"                          | Davi Sacer, Kleyton Martins e Luiz Moreira                 | 5:03    |  |
| 6.  | "Faz-me Descansar"                   | Davi Sacer e Diego Viana                                   | 4:19    |  |
| 7.  | "Deus das Causas Impossíveis"        | Davi Sacer, Deividson Baketa, Diego Viana e Verônica Sacer | 5:41    |  |
| 8.  | "Aleluia" (part. Verônica Sacer)     | Davi Sacer e Luiz Moreira                                  | 5:33    |  |
| 9.  | "Prefiro Crer"                       | Davi Sacer e Luiz Moreira                                  | 5:16    |  |
| 10. | "Mereces o Melhor"                   | Luiz Moreira                                               | 4:42    |  |
| 11. | "Vem e Habita" (part. Dennis Cabral) | Luiz Moreira                                               | 4:53    |  |
| 12. | "Acende o Fogo"                      | Davi Sacer e Luiz Moreira                                  | 5:43    |  |